# Jean Barois
Jean Barois est le troisième roman publié par  Roger Martin du Gard, en 1913.  Il est emblématique de la perte de la foi dans le monde moderne. 

## Résumé du roman

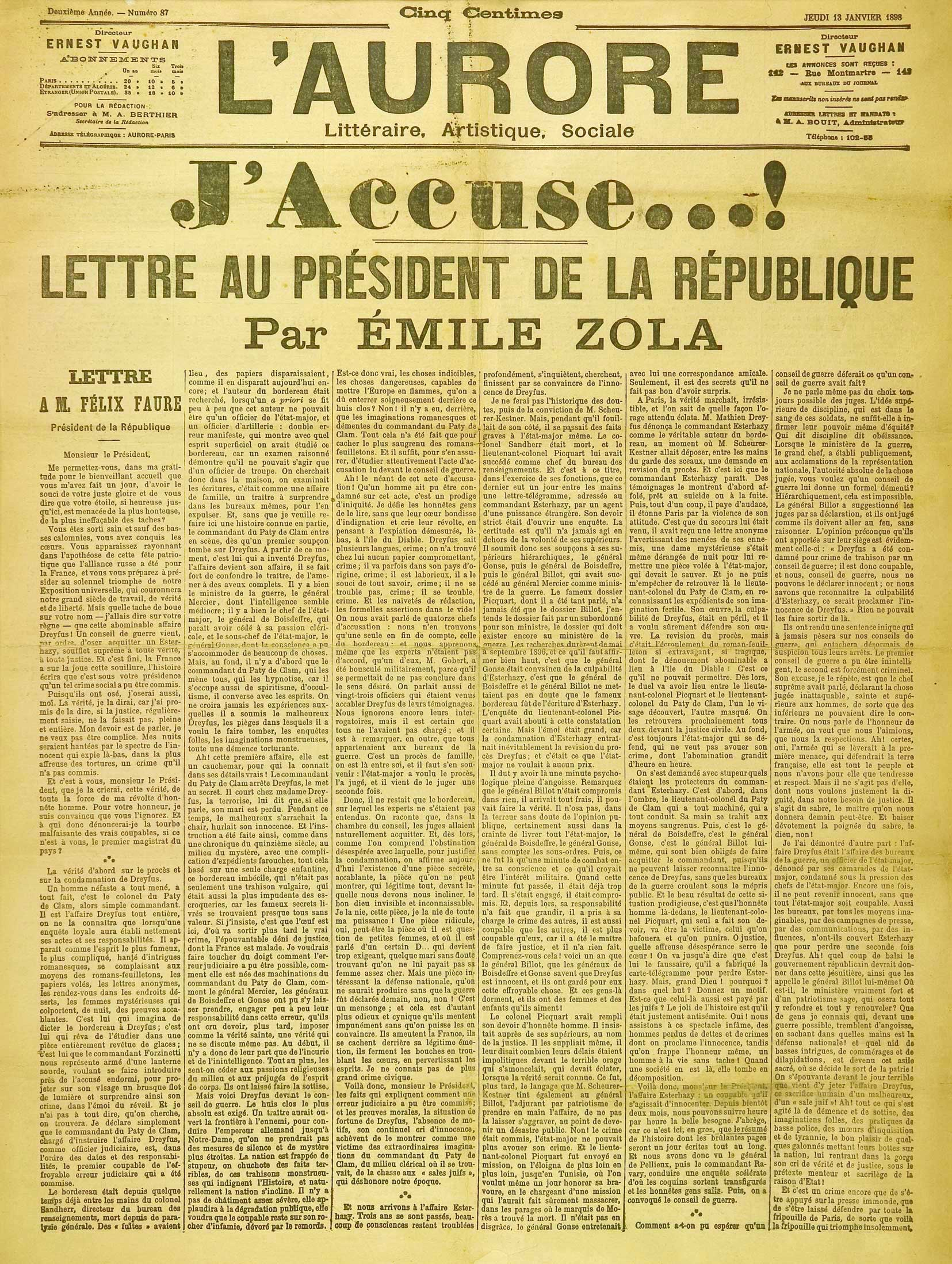
À la une de L'Aurore, « J'accuse...! » d'Émile Zola le 13 janvier 1898.

En pleine crise moderniste, Jean Barois découvre la fragilité historique des évangiles : « Les évangiles ont été rédigés dans les années 65 et 100 après Jésus-Christ, [...] par conséquent l'Église s'est fondée, a existé, pourrait exister sans eux. [...] Comme si, de nos jours, sans un seul document écrit, à l'aide de souvenirs et de vagues témoignages, on voulait consigner les actes et les paroles de Napoléon... Et voilà le livre fondamental dont l'exactitude ne doit être mise en doute par aucun catholique ! ».
Marié à une amie d'enfance, profondément pieuse, à la foi avant tout sentimentale, Jean Barois se détache peu à peu du christianisme, rupture qui coïncide avec sa séparation de sa femme alors que celle-ci est enceinte de leur premier enfant. Il va alors, peu avant que n'éclate l'Affaire Dreyfus, gagner à nouveau Paris et fonder avec quelques amis militants laïques passionnés une revue Le Semeur qui, après des débuts laborieux, conquiert un très large public. L'un des intérêts du roman (qui se veut aussi une sorte de roman documentaire tout en restant un roman), c'est de narrer les aspects les plus vivants de ce phénomène intellectuel qu'est la revue d'idées. Et en même temps de faire vivre l'affaire Dreyfus à travers les protagonistes du livre. Jean Barois devient connu non seulement en France mais aussi à l'étranger, en raison notamment du retentissement politique et moral, à la fois national et international, de la fameuse affaire dont c'est ici la première transposition littéraire. En vieillissant, Barois connaît avec tous ses amis et même le modéré et plus optimiste Marc-Élie Luce, les désillusions qui ont également assailli un écrivain comme Charles Péguy devant ce qu'il a appelé la transformation de la mystique (l'enthousiasme des dreyfusards dans le combat pour la justice et la liberté dans la fameuse affaire), en politique. Péguy  lui-même ou les héros de Jean Barois considèrent en effet que l'exploitation de l'enthousiasme des amis de la liberté, de la gauche, de la Libre-pensée a été récupéré par la classe politique française. Et notamment avec le gouvernement Waldeck-Rousseau sous lequel la République décida de transférer au Panthéon les cendres de Zola. C'est précisément le lendemain de cette cérémonie que les fondateurs du Semeur, réunis chez leur aîné Marc-Élie Luce, font le bilan de toutes leurs déconvenues. Ils perçoivent l'apparat qui a entouré la cérémonie comme une récupération par le régime en place du plus célèbre et du plus authentique défenseur d'Alfred Dreyfus. La santé de Jean Barois s'altère. Il se rend compte que naît dans la jeunesse française, à l'inverse de ce qu'il espérait, un nouveau catholicisme, surtout politique et de type maurassien. Il voit venir la mort avec de plus en plus d'angoisse sans cependant, au départ, rien renier de ses convictions qui ne sont plus liées à l'espérance d'une survie. Barois renoue avec sa famille et notamment avec l'enfant de son épouse dont il est séparé depuis plus de 20 ans une jeune fille très belle qui lui annonce qu'elle entre au couvent. Il finit par rentrer chez lui, par rencontrer des prêtres qu'il a connus dans sa jeunesse. Un autre prêtre, marqué par la crise moderniste et lui-même moderniste au sens fort, va peu à peu le ramener à la foi par la peur de la mort.
Or, longtemps avant, en pleine possession de ses moyens, Barois ayant échappé à un grave accident de circulation s'était surpris à invoquer la sainte Vierge, malgré ce qu'il pensait être ce qu'il appelle tout au long du roman son émancipation du catholicisme. Sentant que l'on pourrait récupérer sa mort, il rédige, dès qu'il reprend conscience après l'accident, un testament par lequel il renie d'avance un éventuel retour à la foi à la faveur de son délabrement physique futur.
Il mourra dans une angoisse terrible en étreignant la croix et en hurlant de peur, une sorte de peur que l'écrivain décrit comme animale. Son épouse et le prêtre qui l'ont assisté dans ses derniers moments, découvrent le fameux testament et s'empressent de le faire disparaître.

## Thèmes

### La crise moderniste
Pauline Bruley commente les éléments essentiels de la crise moderniste : «  les mises en doute de la divinité de Jésus, « qui ne s'est jamais cru Dieu ni prophète », et l'élaboration tardive de dogmes comme ceux de la Trinité, de l'Immaculée conception,...» D'où l'interrogation fondamentale : « Tout le savoir moderne est donc en contradiction avec notre foi?» On peut certes se poser la question de l'actualité de cette question, dans la mesure où, depuis, le regard de la critique historique sur les évangiles a connu d'autres évolutions en sens divers. Mais pour  Emile Poulat, le modernisme n'est pas seulement une crise des Églises, mais une crise: « dont les incidences religieuses frappaient les moins avertis par leur négativité : tandis que le peuple des villes et des campagnes se détache de la religion ancestrale, la culture se soustrait au contrôle traditionnel de l'Église et la concurrence même sur son propre domaine en opposant « les sciences religieuses » aux « sciences sacrées ». La solution proposée par certains prêtres modernistes, comme Marcel Hébert, de ne plus voir dans les Écritures  saintes que des symboles comme « la représentation du Christ mourant sur la croix nous rend sensible au cœur, profondément touchante et enthousiasmante la tendance altruiste au sacrifice...»  est, aux yeux de Roger Martin du Gard, un compromis entre  la foi et la raison qui  ne lui paraît qu'un « jeu de mots, un calembour perpétuel.»

## Analyses
Jean Barois (le héros principal du récit) a passé son enfance et  adolescence en province, formé dans un collège catholique. Il connaît ses premiers doutes sur la foi à l'âge de 15 ans. Arrivé à l'université où il poursuit des études de sciences naturelles, sa foi respire mal dans le monde des « grandes lois scientifiques », comme l'écrit Roger Martin du Gard et comme le rappelle le chanoine Charles Moeller, qui pensait aussi en 1967 que « cette œuvre était toujours lue avec passion dans les milieux intellectuels...» Effectivement, un intellectuel comme Alfred Grosser athée convaincu et en dialogue, prend pour modèle, dans son dernier livre de 2011, La joie et la mort. Bilan  d'une vie , les derniers moments d'Albert-Élie Luce, l'autre grand héros du livre dont la mort est celle d'un athée stoïcien exemplaire et que Roger Martin du Gard compare à celle de Socrate.
Albert Camus, très intéressé par la facture inédite de ce roman demeuré exceptionnel sous ce point de vue (beaucoup de dialogues toujours  agrémentés d'indications de mise en scène), considère ce livre (dont il rappelle que l'auteur le voulait scientifique et y est parvenu selon lui mieux que Zola) comme « le seul grand roman de l'âge scientifique, dont il exprime si bien les espérances et les déceptions .»

## Sources
- Alfred Grosser, La joie et la mort. Bilan d'une vie, Presses de la Renaissance, Paris, 2011.
- Pauline Bruley, Le clair-obscur de la Bible dans deux romans de la crise moderniste : Augustin ou le Maître est là  de Joseph Malègue et Jean Barois de Roger Martin du Gard in Les écrivains face à la Bible (J-Y Masson et S.Parizet, dir.), Cerf, Paris, 2011.
- Émile Goichot, Anamorphoses : Le modernisme aux miroirs du roman, in Revue d'histoire et de philosophie religieuses, 1988, vol. 68, no 4, p. 435–459 (comparaison Bourget -Malègue)
- Charles Moeller, Roger Martin du Gard et Jean Barois, in Littérature du XXe siècle et christianisme, Casterman, Tournai, 1967.
- Roger Martin du Gard, Jean Barois, in Œuvres complètes, t. I, Gallimard, Paris, 1955, p. 205–559.
- Albert Camus Roger Martin du Gard Préface aux  Œuvres complètes de Roger Martin du Gard, t. I, Gallimard, Paris, 1955, pp. VII-XXIV.